# Stršenjak
Stršenjak (timor, eng. horst) je vrsta geološke formacije. Ljuskava je i stubasta struktura. U fizičkom zemljopisu i geologiji ovim nazivamo oblik koji nastaje sustavom normalnih rasjeda. Razlog zbog kojih nastaje jest spuštanje blokova. Pri tom spuštanju središnji dio ostaje izdignut u odnosu na okružje.
Struktura slična stršenjaku jest prodor. On nastaje kada se starije naslage u središtu izdižu prema površini.
Stršenjak i tektonski rov (tektonska graba) spadaju u složene rasjedne oblike.